# Apance
Pour les articles homonymes, voir Apance (homonymie).
L'Apance est une rivière de l'Est de la France. C'est l'un des principaux affluents du cours supérieur de la Saône issus de l'ancienne région Champagne-Ardenne, dont c'était la rivière la plus orientale, aux confins des anciennes régions Lorraine et Franche-Comté.

## Étymologie
Le nom est attesté Spancia au VIIe siècle. Origine obscure.

## Géographie
De 34,4 km de longueur, la rivière est un affluent de la rive droite de la Petite Saône, dénomination du cours supérieur de la Saône correspondant à l'amont de la confluence avec le Doubs.
L'Apance est issue de la marge septentrionale de l'Apance-Amance, micro-région naturelle couvrant les digitations sud-ouest des plateaux de la Saône où naît la rivière éponyme. Cette micro-région occupe la partie orientale de l'arrondissement de Langres formant le Sud du département de la Haute-Marne, extrême Sud-Est de la région Champagne-Ardenne. La dénomination "Apance-Amance" est constituée par l'accolement du nom de la rivière à celui d'un autre affluent de la Petite Saône issu de la micro-région. L'essentiel du cours de l'Apance s'établit dans le canton de Bourbonne-les-Bains, le plus à l'est de l'arrondissement de Langres et de la région Champagne-Ardenne.
Le cours terminal de la rivière et sa confluence avec la Petite Saône s'établissent aux confins des régions historiques de Champagne, Lorraine et Franche-Comté. Cette ultime partie du cours de l'Apance est sur le territoire de la commune de Châtillon-sur-Saône relevant du département des Vosges, à l'extrême Sud-Ouest de la Lorraine. Le village éponyme, bâti sur un éperon entre les deux rivières, domine leur confluent à son pied est. Ce confluent est en marge sud-ouest de la Vôge, secteur le plus élevé des plateaux de la Saône. Ces plateaux périvosgiens forment le haut-bassin supérieur de la rivière éponyme dont l'origine est à environ 27 km au nord-est de sa confluence avec l'Apance. La Vôge, limitrophe du Nord-Est de l'Apance-Amance, couvre une partie du quart sud-ouest du département des Vosges et l'extrême-Nord du département de la Haute-Saône.

### Origine-hydrologique et profil-hydrographique
La rivière naît sur le versant-méridional d'une ligne de crête orientée nord/nord-est / sud/sud-ouest fermant l'est du Bassigny duquel est issue la Meuse. Au nord-est, cette ligne est dans la continuité des monts Faucilles, dénomination de la ligne de crête fermant le nord de la Vôge de laquelle est issue la Saône. Les eaux du versant septentrional de ces "monts" se partagent entre Meuse à l'ouest et Moselle à l'est. Au sud-ouest, la ligne de crête se raccorde à celle de l'extrême nord-est du plateau de Langres, le Langrois ouvert, duquel est issue la Marne. Les eaux du versant méridional du relief s'étendant du plateau de Langres aux monts Faucilles inclus sont contributrices du haut-bassin de la Saône.
L'Apance se forme à l'extrême nord-est du territoire de la commune de Serqueux, aux confins des territoires des communes de Larivière-Arnoncourt et de Mont-lès-Lamarche, cette dernière relevant du département des Vosges en région Lorraine. Les sources formant l'Apance s'écoulent dans la combe du Bas du Vau, à la marge occidentale d'une digitation sud du plateau de Morimond. Les eaux du versant septentrional de ce plateau fermant le nord-est du Bassigny sont contributrices du haut bassin de la Meuse. L'aquifère à l'origine de la rivière est à l'assise de bancs de grès infraliasique du Rhétien inférieur. La couche inférieure est constituée de marnes irisées du Keuper supérieur. Les sources s'épanchant de cet aquifère sont à une altitude d'environ 460 m.
La direction dominante ouest-est du cours moyen à inférieur de l'Apance, obséquente au pendage orienté vers le sud, résulte de l'orientation des fronts de côte principaux. En aval de Larivière-Arnoncourt, la vallée de la rivière s'élargit progressivement jusqu'à son débouché sur la faible dépression de Bourbonne-les-Bains. De Villars-Saint-Marcellin à Fresnes-sur-Apance, la vallée de son cours inférieur se resserre avant son intersection avec celle de la Petite Saône s'ouvrant au Sud vers la dépression de Jussey. De l'origine de l'Apance à sa confluence avec cette dernière, le dénivelé est d'environ 230 m, soit une pente un peu inférieure à 0,7 %.

### Communes et cantons traversées
Dans les deux départements de la Haute-Marne et des Vosges, l'Apance traverse huit communes et deux cantons :
- dans le sens amont vers aval : Serqueux (source), Larivière-Arnoncourt, Aigremont, Arnoncourt-sur-Apance, Bourbonne-les-Bains, Villars-Saint-Marcellin, Fresnes-sur-Apance, Enfonvelle, Châtillon-sur-Saône

Soit en termes de cantons, excepté cette dernière commune de Châtillon-sur-Saône, relevant du canton de Lamarche, dans l'arrondissement de Neufchâteau, dans le département des Vosges, toutes ces communes relèvent du canton de Bourbonne-les-Bains dans le département de la Haute-Marne, dans l'arrondissement de Langres.

### Toponymes
L'Apance a donné son hydronyme aux deux communes suivantes : Arnoncourt-sur-Apance, Fresnes-sur-Apance.

## Affluents
Les principaux affluents de l'Apance sont de l'amont vers l'aval les suivants :
- Ruisseau du Fort-Ferré
- Ruisseau du Roteux
- Ruisseau de Beaucharmoy
- Ruisseau Jean Paillard
- Ruisseau de l'Etang (Ru de Médet)
- Ruisseau de la Borne
- Ruisseau du Vaulis
- Ruisseau du Palfonrupt
- Ruisseau de Clan